# Ronald Webster Park
Ronald Webster Park là một địa điểm thể thao ở The Valley, Anguilla. Sân hiện được sử dụng chủ yếu cho các trận đấu bóng đá, mặc dù đội tuyển cricket Quần đảo Leeward đều chơi một trong các trận đấu của họ trong Regional Four Day Competition trên sân vận động trong hầu hết các năm. Sân vận động có sức chứa 4.000 người.

## Tổng quan
Theo ấn bản tháng 3 năm 2009 của tạp chí The Wisden Cricketer, sân vận động "được cho là có mặt sân tốt nhất ở Caribe về tốc độ và độ nảy. Nếu tin đồn là sự thật, nó có liên quan đến việc lăn lộn tỉ mỉ vào ban đêm dưới ánh đèn của một ngày trăng tròn".